# Jason Smilovic
Jason Smilovic (* 1974 in New York) ist ein amerikanischer Drehbuchautor.

## Leben
Smilovic wuchs in Bellmore, New York auf. Dort besuchte er die John F. Kennedy High School und anschließend bis 1994 das Buffalo State College. Nach einem Jahr, in dem er in New York von Arbeitslosengeld lebte und täglich zwei Filme schaute, studierte er ab 1995 Politische Theorie und Politische Philosophie an der University of Maryland, College Park. Seinen mittlerweile gereiften Entschluss, Drehbuchautor zu werden, setzte er nach seinem Studienabschluss 1997 um und verfasste mit Lucky Number Slevin sein erstes Skript. Allerdings dauerte es danach noch acht Jahre, bis sein Erstling unter der Regie von Paul McGuigan verfilmt wurde. Der Thriller erntete durchwachsene Kritiken, konnte aber seine Produktionskosten wieder einspielen.
In der Zwischenzeit arbeitete Smilovic für das Fernsehen. Für ABC entwickelte er die Serie Karen Sisco nach Motiven des Romans Out of Sight von Elmore Leonard und der gleichnamigen Verfilmung durch Steven Soderbergh. Nachdem Karen Sisco 2003 nach sieben Episoden abgesetzt wurde, entwickelte er die Serie Kidnapped, die es 2006 bei NBC auf immerhin fünf Folgen brachte. Im folgenden Jahr schloss er mit NBC Universal einen Entwicklungs- und Produktionsvertrag in Millionenhöhe ab, in dessen Kontext er zunächst als Executive Producer der Fernsehserie Bionic Woman wirkte, die nach acht Episoden aufgrund des WGA-Streiks abgebrochen wurde. Bei der danach von Smilovic entwickelten Serie My Own Worst Enemy kam es schon während der Dreharbeiten zur Pilotfolge zu kreativen Differenzen mit NBC; auch dieses Projekt erwies sich schließlich als kurzlebig und wurde 2008 nach nur neun Folgen eingestellt. Für das Zeitreisedrama Murmurs gab CBS zwar 2009 ein Drehbuch für die Pilotfolge in Auftrag, die Serie kam aber nicht zustande.
In der Folge wandte sich Smilovic wieder der Arbeit an Kinodrehbüchern zu. Für Warner Bros. schrieb er 2010 eine Neufassung des Drehbuchs Replay (nach dem gleichnamigen Roman von Ken Grimwood), mit der zunächst Ben Affleck und später Robert Zemeckis als Regisseur gewonnen werden sollte. Im Folgejahr kaufte Warner Bros. seine Drehbuchidee The Architect, einen Thriller über einen Kunstdieb und seinen Verfolger im Europa der 1840er Jahre.
Zu seinem nächsten tatsächlich umgesetzten Drehbuch wurde im Jahr 2014 Arms and the Dudes für Regisseur und Produzent Todd Phillips. Das Skript basiert auf einem 2011 von Guy Lawson im Rolling Stone veröffentlichten Artikel (und einer für 2015 angekündigten Buchversion) über junge Kiffer aus Florida, die zu Waffenhändlern werden. Eine der Hauptrollen wurde mit Jonah Hill besetzt; die Dreharbeiten begannen im Februar 2015. War Dogs erschien im August 2016.
Anfang 2015 wurde Smilovic von New Regency verpflichtet, gemeinsam mit Todd Katzberg das Drehbuch zu The Crowded Room zu verfassen. Die Story basiert auf dem 1981 erschienenen dokumentarischen Buch The Minds of Billy Milligan von Daniel Keyes. Erzählt wird die Geschichte von Milligan, der unter dissoziativer Identitätsstörung litt und seine multiplen Persönlichkeiten erfolgreich als Verteidigungsstrategie vor Gericht verwendete. Leonardo DiCaprio ist an der Hauptrolle des Films interessiert.
Smilovic lebt in Beverly Hills.

## Filmographie
- 2003: Karen Sisco (TV-Serie, Drehbuchautor von 4 Episoden)
- 2006: Lucky Number Slevin
- 2006: Kidnapped – 13 Tage Hoffnung (Kidnapped) (TV-Serie, Drehbuchautor von 6 Episoden)
- 2007: Bionic Woman (TV-Serie, Drehbuchautor von 2 Episoden)
- 2008: My Own Worst Enemy (TV-Serie, Drehbuchautor von 2 Episoden)
- 2016: War Dogs